# Villafrati
Villafrati település Olaszországban, Szicília régióban, Palermo megyében. Lakosainak száma 3107 fő (2023. január 1.). Villafrati Baucina, Bolognetta, Cefalà Diana, Ciminna, Marineo és Mezzojuso községekkel határos.

## Népesség
A település lakossága az elmúlt években az alábbi módon változott:
| Lakosok száma | 3340 | 3310 | 3107 |
|               | 2017 | 2018 | 2023 |